# Montéléger
Montéléger ist eine französische Gemeinde mit 1.670 Einwohnern (Stand: 1. Januar 2022) im Département Drôme in der Region Auvergne-Rhône-Alpes; sie gehört zum Arrondissement Valence und zum Kanton Valence-3. Die Einwohner heißen Montélégeois(es).

## Geographie
Montéléger liegt am Fluss Véore, einem Zufluss der Rhône. Montéléger wird umgeben von den Nachbargemeinden Valence im Norden, Beaumont-lès-Valence im Osten, Montmeyran im Südosten, Étoile-sur-Rhône im Süden und Südwesten, Beauvallon im Westen sowie Portes-lès-Valence im Westen und Nordwesten.

## Bevölkerungsentwicklung
| Jahr                       | 1962 | 1968 | 1975 | 1982 | 1990 | 1999 | 2006 | 2019 |
| Einwohner                  | 455  | 580  | 941  | 1432 | 1399 | 1526 | 1866 | 1796 |
| Quellen: Cassini und INSEE |      |      |      |      |      |      |      |      |

## Sehenswürdigkeiten
- Schlossanlage von 1545
- Reste der Befestigungsanlage
- Waschhaus

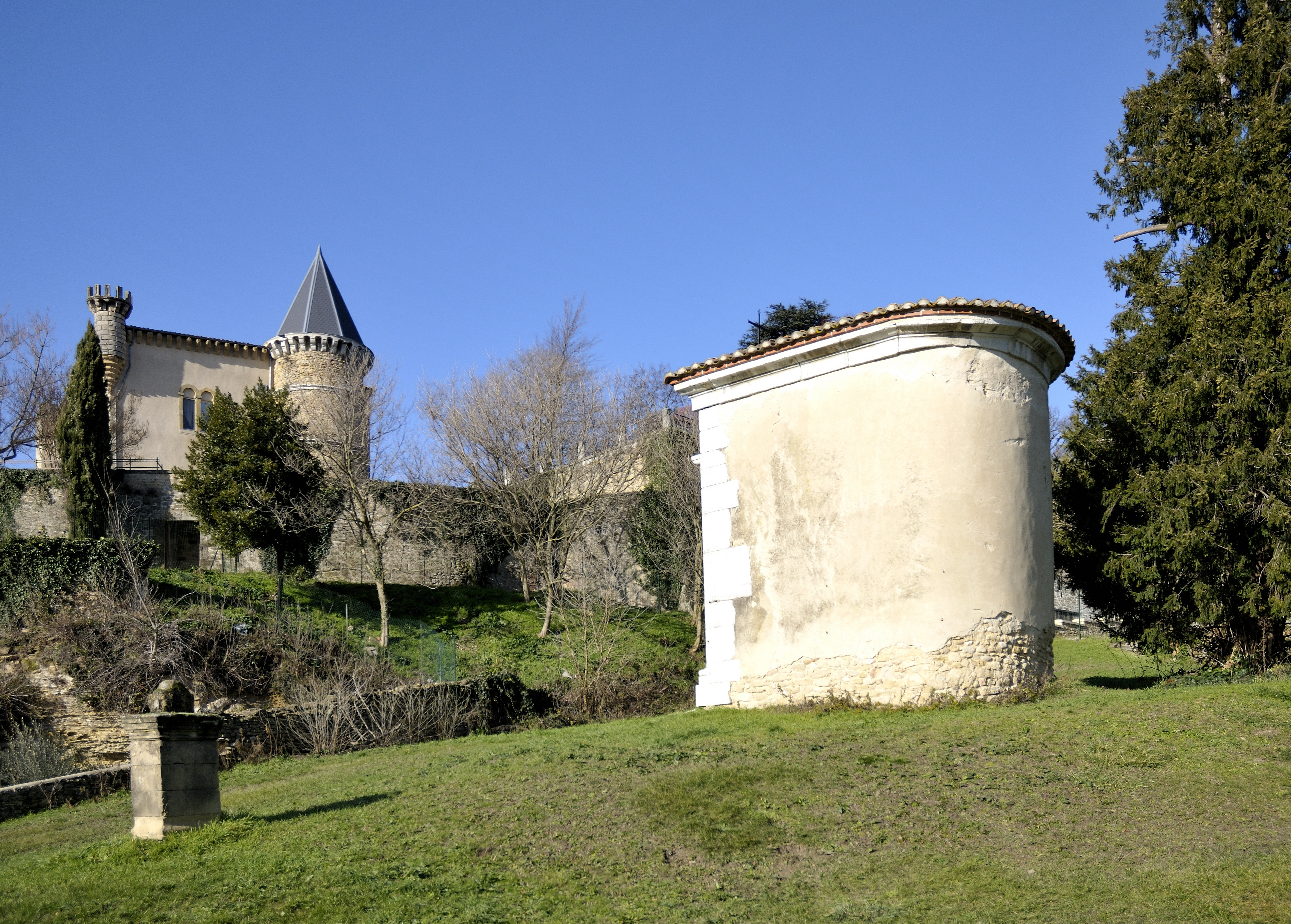
Schlosskapelle (hinten links das Schloss)
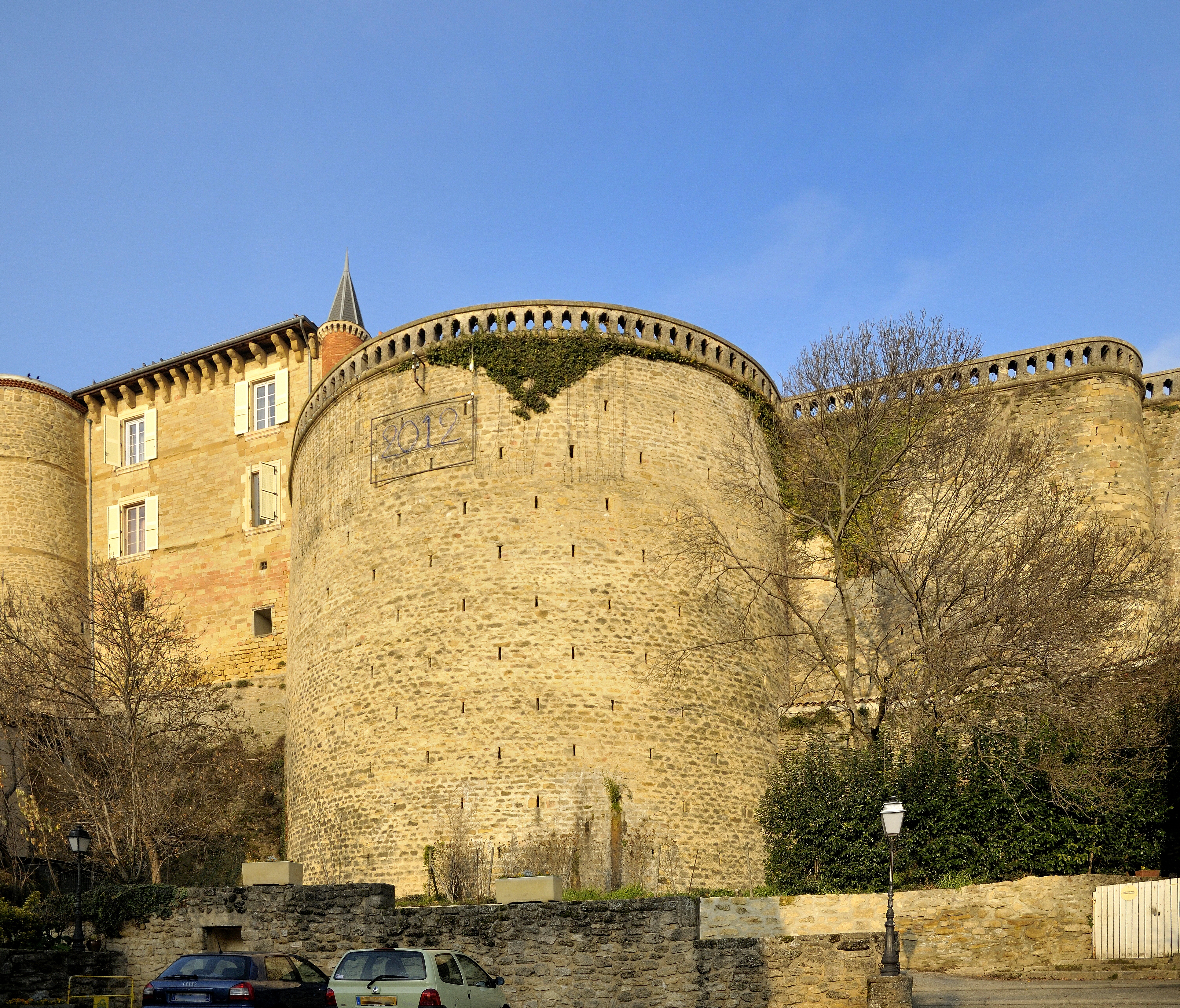
Reste der Befestigungsanlage